# Тромба, Николай
Николай Тромба (около 1358, Сандомир — 2 декабря 1422, Любице под Кежмарком) — польский церковный и государственный деятель, королевский нотариус с 1390 года, подканцлер коронный (1403—1412), архиепископ галицкий (1410—1412), архиепископ гнезненский (с 1412) и первый примас Польши (с 1417).

## Биография
Представитель польского шляхетского рода Тромбы герба «Трубы». Его отцом был схоластик и декан сандомирской коллегиаты Якуб. Его мать, возможно, Эльжбета, вышла замуж за солтыса Вильгельма герба «Трубы», хозяина королевских владений на Сандомирщине. Николай был усыновлен отчимом и получил его родовой герб «Трубы».
Советник польского короля Владислава II Ягелло, сторонник активной политики Польского королевство по отношению к Тевтонскому ордену. После прибытия Ягелло в Польшу Николай Тромба стал его исповедником. В 1387 году Владислав Ягелло поручил ему ехать в Рим, чтобы сообщить папе о крещении Литвы и своём бракосочетании с польской королевой Ядвигой. По пути он должен был провести с Габсбургами переговоры о возмещении за сорванную помолвку Ядвиги и Вильгельма Австрийского. Был ими арестован и пробыл в заключении около трёх лет. В 1390 году он находился в Кракове и по поручению короля вторично ездил в Рим. В январе 1391 году «Nicolaus de Sandomiria, clericus perpetuus» получил от папы документ, который позволял ему занимать важные церковные должности. До марта 1400 года был каноником краковским, сандомирским, костёла Святого Ежи в Вавеле и др. В 1400 году в качестве королевского нотариуса подписал акт о восстановлении Краковского университета.
23 августа 1401 года папа римский Бонифаций IX дал ему разрешение на использование собственного переносного алтаря во время поездок с королём в «земли схизматиков». В 1403 году он получил должность подканцлера коронного, а в 1407 году — каноником гнезненским. В 1410 году король Владислав Ягелло выдвинул его кандидатуру на должность галицкого архиепископа римско-католической церкви.
Принимал участие в Грюнвальдской битве (1410), находясь при короле. Получил во владение от Владислава Ягелло город Ковалево-Поморске. Во время осады польско-литовской армией Мальборка в 1410 году Николай Тромба, вопреки Ягелло, был горячим сторонником продолжения осады и взятия орденской столицы. Входил в состав королевской рады. В марте 1412 года принимал участие в переговорах польского короля с германским императором Сигизмундом Люксембургским в Любовле. Вопреки гнезненскому капитулу был назначен архиепископом, 7 сентября 1412 года торжественно вступил в новую должность.
Способствовал аудиенции митрополита Киевского Григория Цамблака у папы римского. Требовал казни тевтонского наемника Яна Фалькенберга за пасквили на короля и поляков.
Руководил польской делегацией на церковном соборе в Констанце в 1414—1418 годах, где был выдвинут в качестве кандидата на папский престол. В 1418 году папа римский Мартин V пожаловал ему сан кардинала, но Николай Тромба отказался его принять. Папа ограничился присвоением Николаю титула «Primas Regni». Таким образом, Николай Тромба стал первым примасом Польши.
По инициативе архиепископа Николая Тромбы были написаны «Хроника конфликта Владислава, короля Польши, с крестоносцами в год Христов 1410» и «Статуты Тромбы» в 1420 году.
Последний раз Николай Тромба упоминается в источниках на съезде в Любице под Кежмарком в конце 1422 года. Здесь он скончался 2 декабря 1422 года. Его тело было перевезено каштеляном калишским Янушем из Тулишкова в Гнезно и погребено в местном кафедральном соборе.